# Enseada do Orzán
Enseada do Orzán är en vik i Spanien. Den ligger i den nordvästra delen av landet, 500 km nordväst om huvudstaden Madrid.